# Cista de la Carretera de Calonge

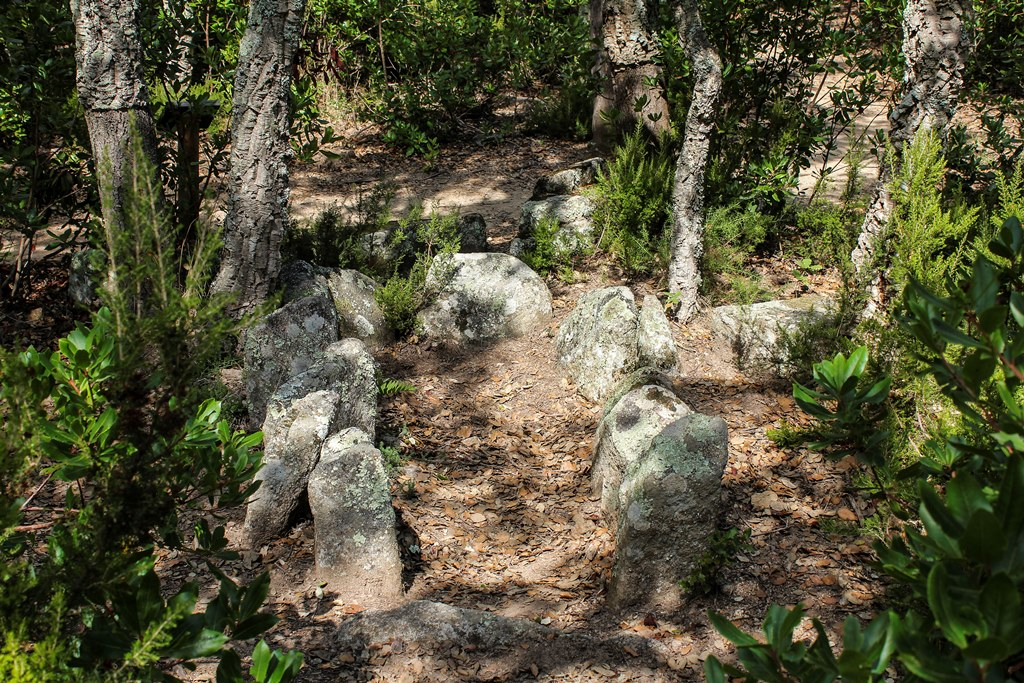

Die Cista de la Carretera de Calonge ist eine etwa ovale Steinkiste in den Resten eines Tumulus. Sie liegt nordöstlich von Romanyà de la Selva, einem Dorf in Santa Cristina d’Aro im Süden der Comarca Baix Empordà in der Provinz Girona in Katalonien in Spanien.
Die von Manuel Cazurro i Ruiz 1912 entdeckte und von Lluís Estève 1952 ausgegrabene Nordwest-Südost-orientierte Anlage aus Granit wird ins Neolithikum datiert (3500–2500 v. Chr.).
Die etwa 2,5 m lange, 0,95 m breite und maximal 0,55 m hohe Kammer besteht aus 13 Granitplatten. Eine kurze Strecke östlich liegen fünf zerbrochene Platten. Sie können Reste der Deckenplatten sein.
Die Funde der Ausgrabung bestehen aus kleinen Fragmenten von glatten, sehr großen Keramiken, die im Museum von Sant Feliu de Guíxols liegen.
In der Nähe liegen der Dolmen Cova d’en Daina und der Paradolmen del Camp d'en Güitó.